# Janvier Besala Bokungu
Janvier Besala Bokungu, né le 30 janvier 1989 à Kinshasa, est un footballeur international congolais, qui joue au poste d'arrière droit.

## Biographie
En juillet 2007, il a été transféré à l'Espérance sportive de Tunis. Son contrat devait expirer en juin 2011. Janvier Besala est rentré en République Démocratique du Congo depuis octobre 2010. Il s'est arrangé, par des moyens détournés, pour réintégrer l'équipe du TP Mazembe sans passer par la voie officielle. La CAF reproche à l'équipe du TP Mazembe d'avoir aligné un joueur non qualifié lors du match contre l’équipe tanzanienne du Simba FC, et contre Wydad de Casablanca comptant, respectivement, pour les 16e et 8e de finale de la Ligue des champions 2011. Le 14 mai 2011, la CAF décide de disqualifier le club congolais.

## Palmarès
- Vainqueur de la Coupe de Tunisie de football : 2008
- Vainqueur de la Coupe nord-africaine des vainqueurs de coupe : 2009
- Vainqueur du Championnat de Tunisie de football : 2009, 2010
- Vainqueur de la Ligue des champions arabe : 2009